# 艾托纳
艾托纳，是西班牙加泰罗尼亚莱里达省的一个市镇。 总面积67平方公里，总人口2179人（001年），人口密度33人/平方公里，主要产业为农业。